# Nathan Gamble
Nathan Gamble (Tacoma, 12 de Janeiro de 1998) é um ator americano que fez sua estréia em um longa-metragem no filme Babel (2006), atuação pela qual foi nomeado para o 2007 Young Artist Award. Nathan é filho de  Christie Gamble. Seus pais são diretores de teatro. Ele tem uma irmã, Danielle Gamble, que pretende seguir carreira - como seu irmão - na área artística.

## Atuações
Filho de diretores de teatro, suas atuações em filmes são: Dry Rain (2007), Saving Sam (2007), Diggers (2007), The Mist (2007), The Dark Knight (2008), e Marley & Me (2008). Na televisão, apareceu em Runaway, em 2006; CSI e Without a Trace em 2007; e Ghost Whisperer, em 2008.
Gamble atuou no papel de Poe Malloy no filme Captain Cook's Extraordinary Atlas ("O Extraordinário Atlas do Capitão Cook")  para Warner Bros. Ele atualmente está em um trabalho, no qual ele retrata Lucas Thompson. O filme está programado para lançamento em 2010.

## Prêmios
Nathan ganhou o Young Artist Awards em 2007 com Babel, como melhor performance em um filme. Em 2008 ganhou com Marley & Eu, por melhor performance em um filme. Houde MD, como melhor desempenho em uma série de TV. E no filme The Mist, também como melhor performance em um filme.

## Filmografia
- 2006: Babel
- 2006: Runaway
- 2007: Dry Rain
- 2007: Diggers
- 2007: Saving Sam
- 2007: The Mist
- 2007: Without a Trace
- 2007: CSI
- 2008: The Dark Knight
- 2008: Ghost Whisperer
- 2008: Marley & Eu
- 2009: The Hole
- 2011: Winter, O Golfinho
- 2011: Coração de Campeão - 25 Hill
- 2014: CSI
- 2014: Winter, O Golfinho 2
- 2015: CSI: Cyber